# Bloch MB.700
Le Bloch MB.700 est un avion de chasse léger monoplace français de la Seconde Guerre mondiale. Développé tardivement, il fut détruit en mai 1940 alors que ses essais venaient juste de débuter.

## Un programme de prudence
La situation politique se dégradant en Europe le ministère de l'Air français commença au milieu des années 1930 à s’inquiéter d’une possible pénurie d’acier ou d’alliages légers et donc envisagea la réalisation d’avions à partir de matériaux non stratégiques. Émis par le STAé le 12 janvier 1937, le programme A23 portait sur des chasseurs monoplaces légers construits en bois et disposant bien entendu de moteurs moins puissants que les chasseurs lourds classiques. Ce programme donnera aussi naissance aux chasseurs Caudron C.713 et Arsenal VG 30.
André Herbemont, qui avait étudié tous les chasseurs SPAD depuis 1918, connaissait particulièrement bien le mode de construction en bois et ne pouvait laisser passer une telle occasion. Or Blériot Aéronautique, à Suresnes, dont dépendait SPAD, avait été regroupé au sein de la SNCASO avec la Société des avions Marcel Bloch installée à Courbevoie et Marcel Bloch, administrateur délégué de la société nationale, avait maintenu l’indépendance des bureaux d’études après les avoir regroupés sous son nom. C’est donc à Suresnes qu’André Herbemont étudia et fit construire le prototype MB.700.

## Un prototype qui a peu volé
Le prototype, dont les lignes n’étaient pas très éloignées de celles du MB.152, était donc réalisé en bois avec revêtement en contre-plaqué, à l’exception de la partie arrière du fuselage, qui était entoilée. La voilure était bilongeron et recevait la totalité du carburant (326 litres) et un train principal escamotable se relevant vers l’intérieur. Il fut équipé d’un moteur en étoile Gnome et Rhône 14M-6 de 700 ch au décollage entraînant une hélice tripale, mais ne reçut jamais d’armement. Il était prévu d’équiper les appareils de série comme les MB.152, soit de 2 canons HS-404 de 20 mm et de 2 mitrailleuses MAC 1934 M-39 de 7,5 mm ou de 4 mitrailleuses dans les ailes.
Acheminé par route jusqu’à Buc, le prototype effectua un premier vol de 16 minutes le 19 avril 1940 piloté par Daniel Rastel. Il ne reprit l’air que le 13 mai, toujours piloté par Rastel. Au cours de ce vol de 50 minutes il est chronométré à 550 km/h, performance remarquable pour la puissance du moteur. Il totalisait 10 h 25 min de vol quand le terrain de Buc fut occupé par la Wehrmacht. Il fut rapidement détruit par les soldats allemands qui pensaient que ce prototype, capturé intact, était piégé.
Un second prototype ne fut jamais achevé. Il comportait diverses modifications. Une version embarquée était également envisagée (MB-720) mais ne dépassa jamais le stade de la planche à dessins.

## Sources
1. 1 2 3 4 5  (en) « Dassault Aviation, a major player to aeronautics », sur Dassault Aviation, a major player to aeronautics (consulté le 9 septembre 2020).
2. 1 2 3  W. Green